# 706
| [ Edytuj tabelę ]          |                                        |
| Cesarz Bizancjum           | - 705 Justynian II Rhinotmetos 711     |
| Chan Bułgarii              | - 701 Terweł 721                       |
| Cesarz Chin                | - 705 Tang Zhongzong 710               |
| Król Essexu                | - 694 Sigeheard 709 - 694 Swaefred 709 |
| Król Franków               | - 695 Childebert III 711               |
| Cesarz Japonii             | - 697 Mommu 707                        |
| Kalif                      | - 705 Al-Walid I 715                   |
| Król Kentu                 | - 692 Wihtred 725                      |
| Patriarcha Konstantynopola | - 705 Cyrus 711                        |
| Król Longobardów           | - 701 Aripert II 712                   |
| Król Mercji                | - 704 Cenred 709                       |
| Król Nortumbrii            | - 705 Osred 716                        |
| Papież                     | - 705 Jan VII 707                      |
| Doża Wenecji               | - 697 Paoluccio Anafesto 717           |
| Król Wessexu               | - 688 Ine 726                          |
| Król Wizygotów             | - 701 Wittiza 710                      |

Rok 706 / DCCVI
stulecia: VII wiek ~
VIII wiek ~
IX wiek

lata: 696 «
701 «
702 «
703 «
704 «
705 «
706
» 707
» 708
» 709
» 710
» 711
» 716

## Wydarzenia
- Europa
  - poświęcenie kościoła w późniejszej twierdzy Marienberg w Würzburgu; jest to najstarsza kamienna budowla kościelna w Niemczech

## Zmarli
- Gisulf I, książę Benewentu
- Yuquan Shenxiu, chiński mistrz chan, założyciel Północnej szkoły chanu (chiń. "nanzong chan"), zwanej też szkołą "stopniowego oświecenia"